# Ван Лоо, Жан-Батист
Жан-Батист ван Лоо (фр. Jean-Baptiste van Loo; 14 января 1684, Экс-ан-Прованс — 19 декабря 1745, Экс-ан-Прованс) — французский живописец-портретист эпохи рококо. Представитель большой семьи художников Ван Лоо, выходцев из Фландрии. Старший брат живописца Шарля Андре ван Лоо.

## Биография
Жан-Батист ван Лоо был сыном Луи-Абрахама ван Лоо и Мари Фоссе, дочери скульптора Жака Фоссе. Учился рисованию у своего отца. Уже в раннем возрасте помогал отцу в росписях церквей в Эксе и в Тулоне. В Тулоне в 1706—1707 годах он изучал скульптуры Пьера Пюже. Там же 17 мая 1706 года женился на Маргарите Лебрен, дочери тулонского адвоката.
В 1707 году Жан-Батист покинул Тулон и на средства своего покровителя, принца Виктора Амадея Савойского-Кариньянского, отправился в Рим, где брал уроки живописи у Бенедетто Лути во Французской Академии на вилле Медичи. В Риме он написал картины для нескольких церквей; наиболее известная из его римских работ — «Истязание Христа» для церкви Санта-Мария-ин-Монтичелли. После смерти отца он много времени уделял художественному образованию младшего брата Шарля Андре ван Лоо, который стал впоследствии знаменитым художником.
По возвращении на родину из Италии, Жан-Батист некоторое время провёл в Турине, при дворе герцога Савойского Карла-Эммануила III, писал портреты савойской аристократии. С 1720 года жил и работал в Париже. Писал светские портреты, картины для церкви аббатства Сен-Жермен-де-Пре, расписывал плафон дворца Пале-Рояль. Занимался реставрационными работами, в частности поновлением росписей Франческо Приматиччо во дворце Фонтенбло. 23 февраля 1731 года был принят в Королевскую Академию живописи и скульптуры.
В 1735 году Жан-Батист решил вернуться в Прованс, но вместо этого уехал в Париж. В конце года он узнал, что его сын Луи-Мишель ван Лоо назначен первым живописцем короля Испании. Между 1738 и 1742 годами он работал в Лондоне, где его картины имели большой успех, среди прочих — портреты первого лорда Казначейства Роберта Уолпола, поэтов Александра Поупа и Колли Сайбера. Большой успех снискал портрет наследника английского престола Фредерика.
Его возвращение во Францию объяснялось состоянием здоровья. Художник открыл мастерскую в Вандомском павильоне, которым владел некоторое время. Скончался 19 декабря 1745 года. Говорили, что он умер с кистью в руке.
Двое сыновей Жана-Батиста ван Лоо, Луи Мишель ван Лоо и Шарль Амедей Филипп ван Лоо, стали художниками. В числе его именитых учеников был Блез Николя Лесюёр.

## Творчество
Жан-Батист ван Лоо прежде всего известен как автор превосходного портрета Людовика XV. «Придворных дам он изображал безупречными красавицами как античных богинь и муз. Его галантный и несколько салонный стиль стал характерной чертой французской живописи того времени».
В Лондоне он также стал модным художником, написав портрет знаменитого финансиста, мецената и коллекционера, сэра Роберта Уолпола (1740). В 1779 году, этот портрет, находившийся в замке Хоутон-холл, вместе с другими картинами собрания Уолпола, был приобретён императрицей Екатериной II для коллекции Императорского Эрмитажа в Санкт-Петербурге.

## Галерея
- Триумф Галатеи. 1720. Холст, масло. Государственный Эрмитаж, Санкт-Петербург
- Воспитание Амура. 1736. Холст, масло. Музей Гране, Экс-ан-Прованс
- Портрет Станислава Лещинского (реплика оригинала 1727 г.). Холст, масло. Музей Барруа, Бар-ле-Дюк
- Портрет короля Франции Людовика XV. Ок. 1728 г. Холст, масло. Версаль
- Портрет Екатерины Опалинской. Ок. 1725 г. Холст, масло. Версаль
- Портрет Ричарда Темпла. Ок. 1740. Холст, масло. Национальная портретная галерея, Лондон
- Портрет сэра Роберта Уолпола. Копия неизвестного художника портрета 1740 года. Холст, масло. Национальная галерея, Лондон
- Портрет сэра Роберта Уолпола (в рост). 1740. Холст, масло. Государственный Эрмитаж, Санкт-Петербург